# Narcisse Brunette
Pour les articles homonymes, voir Brunette.
Narcisse Brunette est un architecte français né à Breuvery-sur-Coole (Marne) le 16 février 1808, mort à Reims, 2, place Royale, le 8 octobre 1895.

## Biographie
Narcisse Brunette est né le 16 février 1808 à  Breuvery-sur-Coole (Marne). Il effectue de courtes études communales. Après avoir suivi des cours à l'école de dessin de Châlons auprès de Jean-Baptiste Liénard, Narcisse Brunette travaille au service du cadastre à Châlons, puis auprès du lithographe Louis Barbat. Il commence sa carrière dans le bâtiment sur le chantier de l'église d’Épernay auprès de l'architecte Bienvenu puis vient à Reims travailler auprès de l'architecte Pierre-Louis Gosset. Il continue ensuite auprès d'Auguste Caristie comme inspecteur des travaux du palais de justice de Reims. 
En 1838, il est nommé architecte de la ville au poste de directeur des travaux publics et, dirige à ce titre à la fois la voirie, le service des eaux et le service d'architecture. Il prendra sa retraite en juillet 1877. Il travaillera également pour les hospices de Reims et pour le diocèse jusque 1882. Il  fut membre fondateur de l'Académie nationale de Reims, de la Société des bibliophiles et de la Société des architectes de la Marne.
Parmi ses principaux ouvrages à Reims, il faut citer la restauration de la basilique Saint-Remi, des églises Saint-Jacques et Saint-Maurice, la restauration et l'agrandissement de l'hôpital général, de l'Hôtel de Ville ; la construction d'un marché couvert, des abattoirs, de bains et lavoirs publics, le temple de Reims, de plusieurs écoles communales, de la maison Municipale de Retraite de Reims, de l'église Saint-André, de l'église Saint-Thomas, de la chapelle Saint-Marcoul, de la caserne d'infanterie, de la caserne de gendarmerie, de cinq portes de la ville à Reims, du bureau de mesurage et de conditionnement des laines, de plusieurs églises dans le département de la Marne, du séminaire. Œuvrait aux rues de Reims : système de tout-à-l'égout, pavage des rues et il établit également un projet de restauration de l'arc de triomphe romain à Reims qui fut exposé en 1835 ; en 1847, il publia le dessin du tombeau de Saint Remi et, en 1846, le plan de la ville gallo-romaine.
Il rédigea et publia à de nombreuses reprises des réflexions sur son travail et sur les découvertes archéologiques faites lors des travaux d'urbanisme et de construction dans toute la ville de Reims.
L'architecte rémois, Edouard Deperthes, notamment à l'initiative de l'Hôtel de Ville de Paris, fut son élève.
Avec son fils, Ernest Brunette, il construisit de 1863 à 1880 la façade de l’Hôtel de Ville donnant sur la rue de la Grosse-Écritoire.
Il épousa à Reims, en 1846, Joséphine Philippine Rosalie Ponsin (1820-1901) et repose dans le canton 7 du cimetière du Nord à Reims.

## Hommages
- Le 11 août 1858, il est nommé chevalier de la Légion d’honneur[2], en 1864 décoré de l'ordre de Saint-Grégoire-le-Grand et le 21 mars 1870 officier d'Académie.
- Une rue Narcisse-Brunette existe à Reims et une dans son village natal.

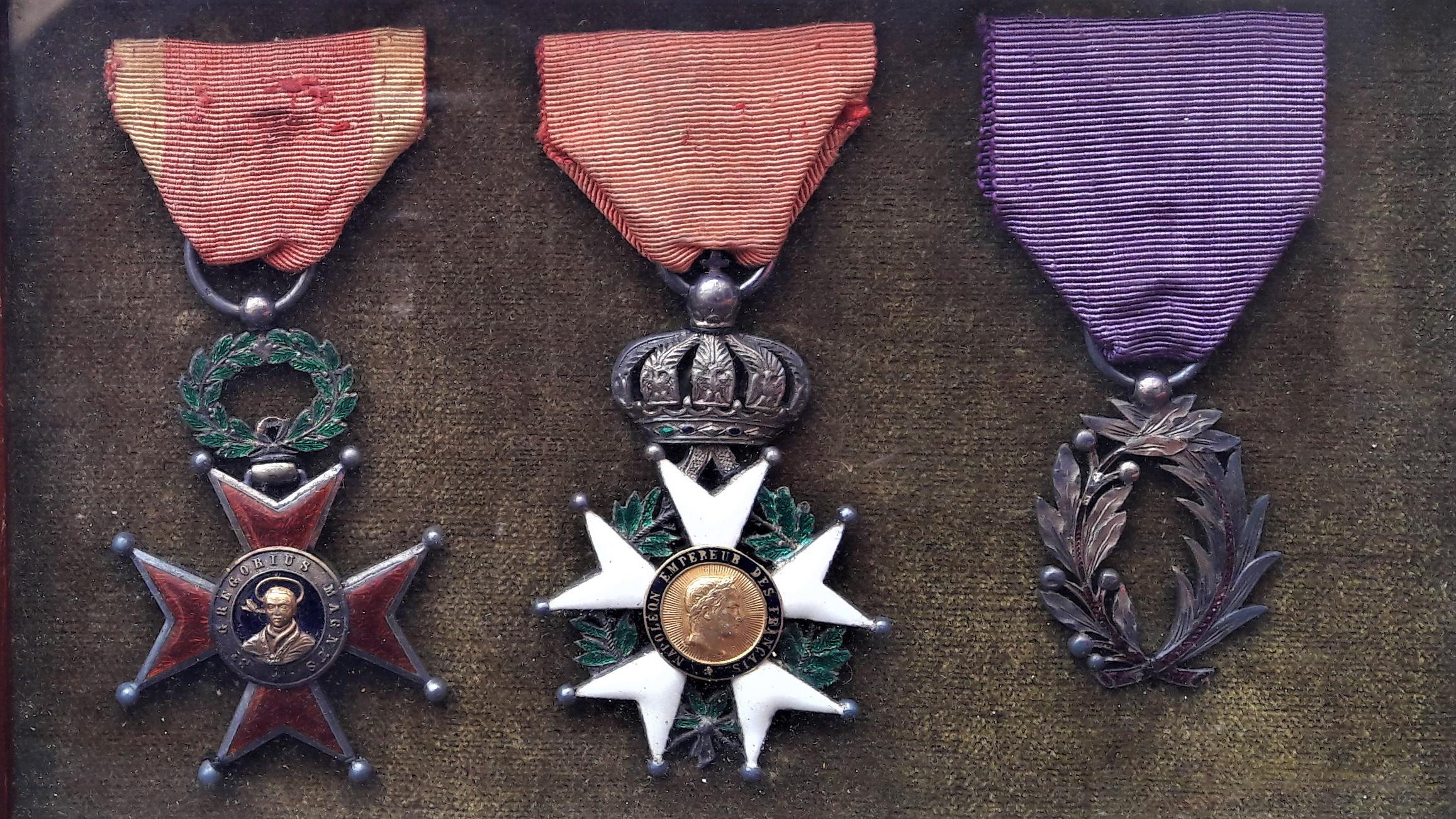
Médailles reçues par Narcisse Brunette.

## Galerie d'images

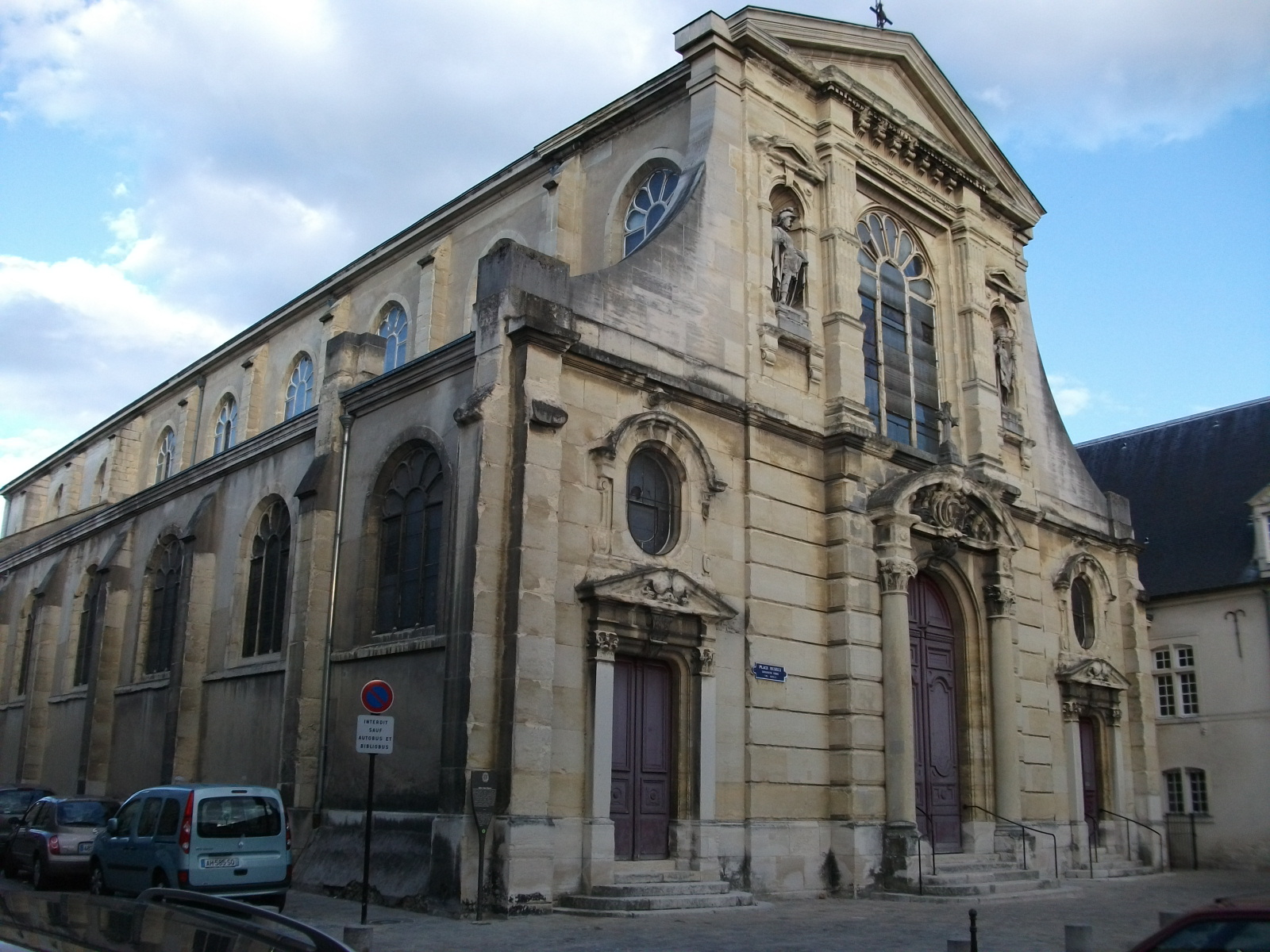
Église Saint-Maurice de Reims.
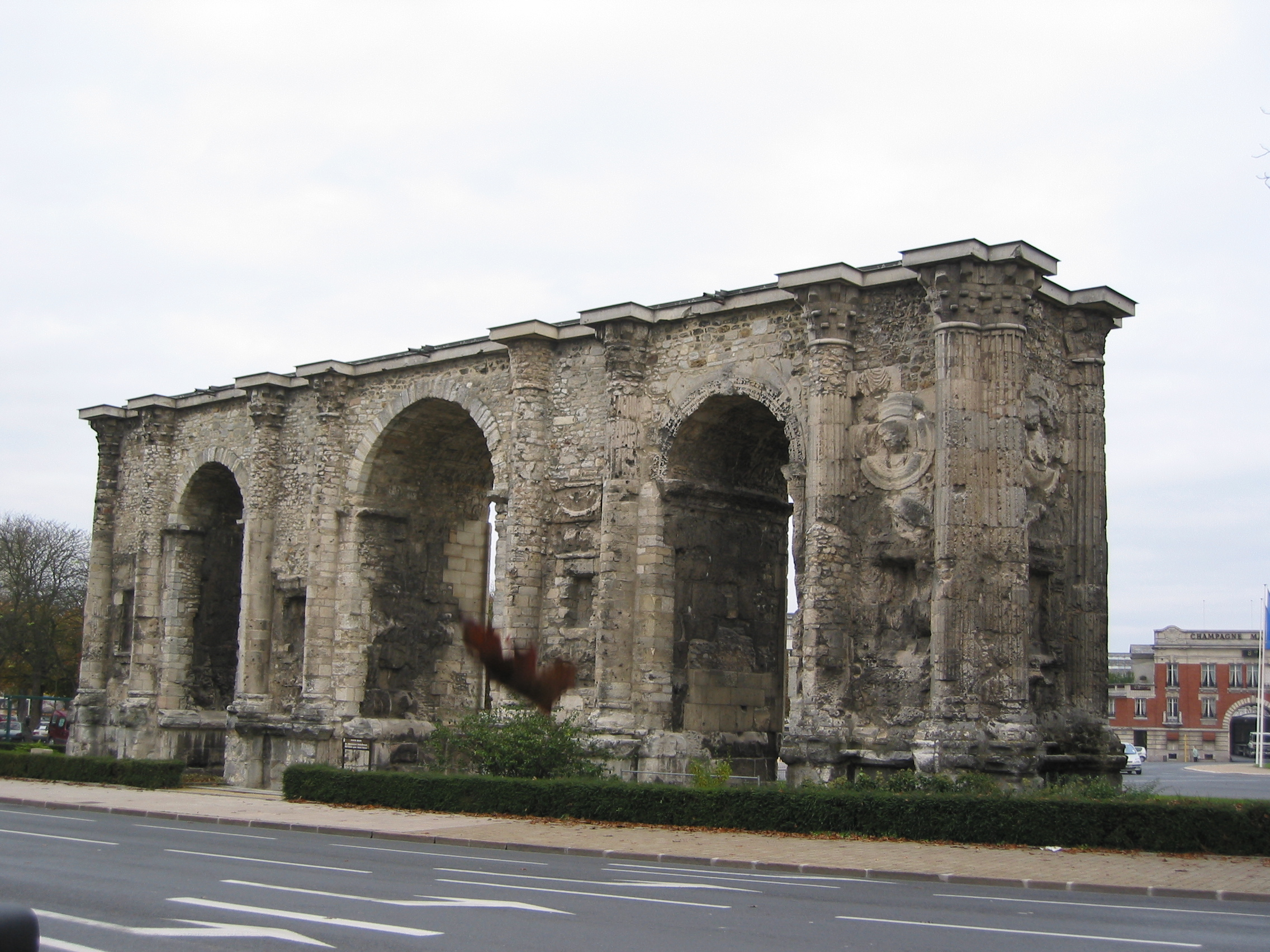
Porte de Mars.
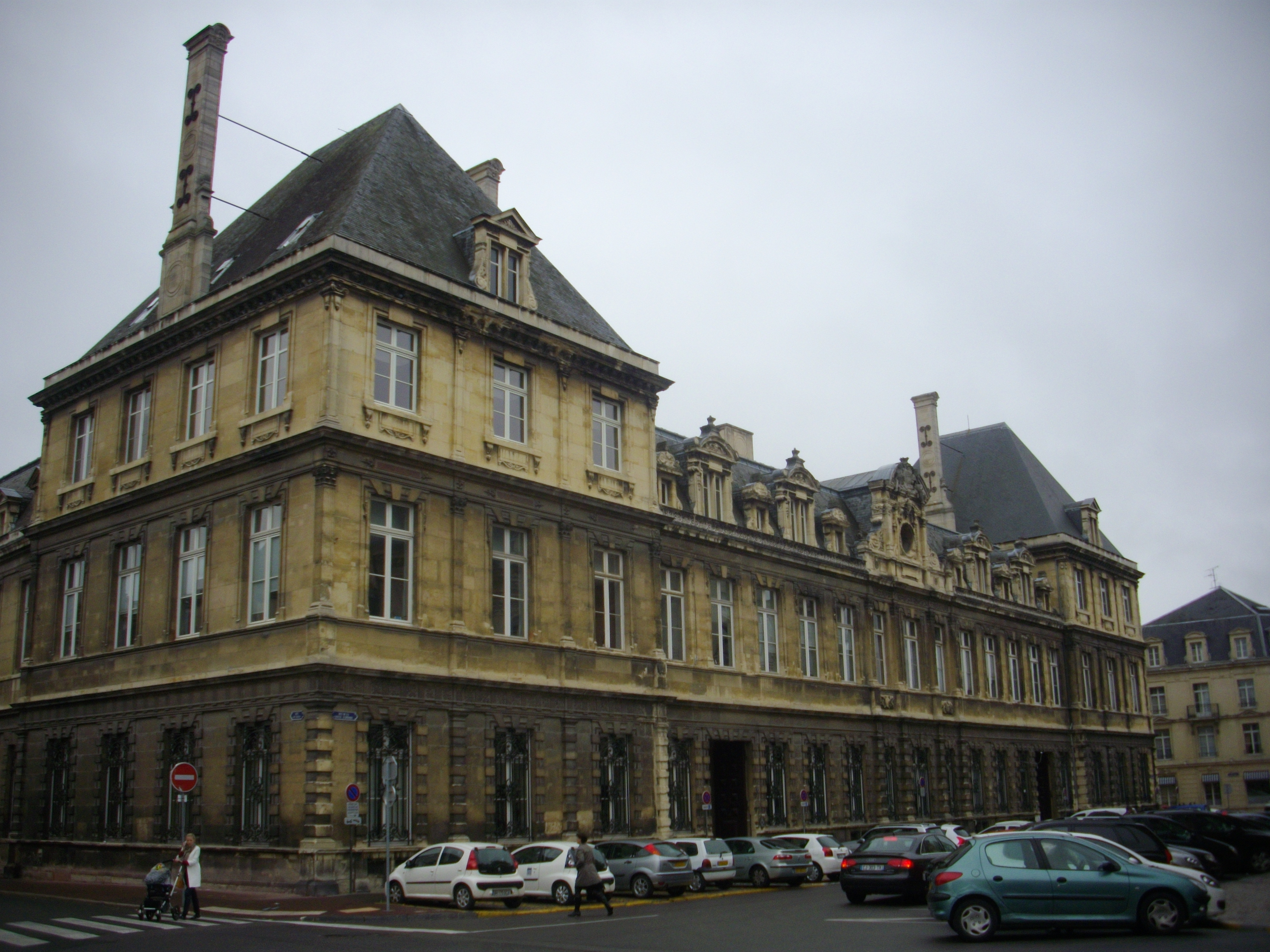
Hôtel de Ville, façade grosse écritoire.
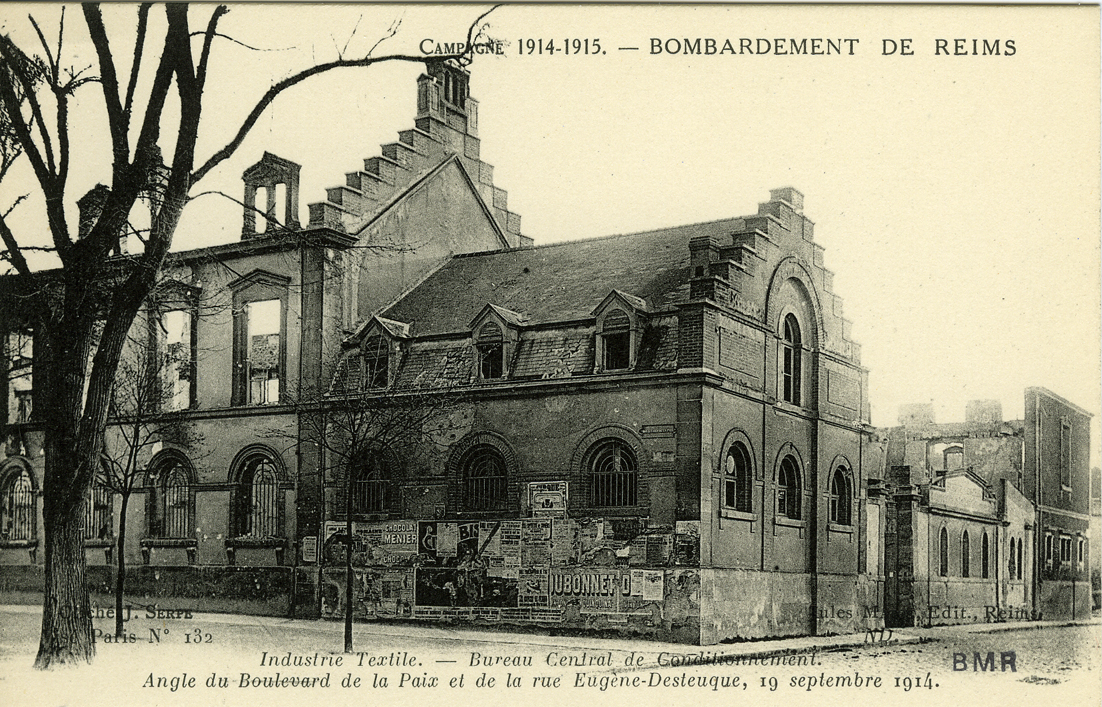
Bureau de mesurage des laines endommagé par la guerre.
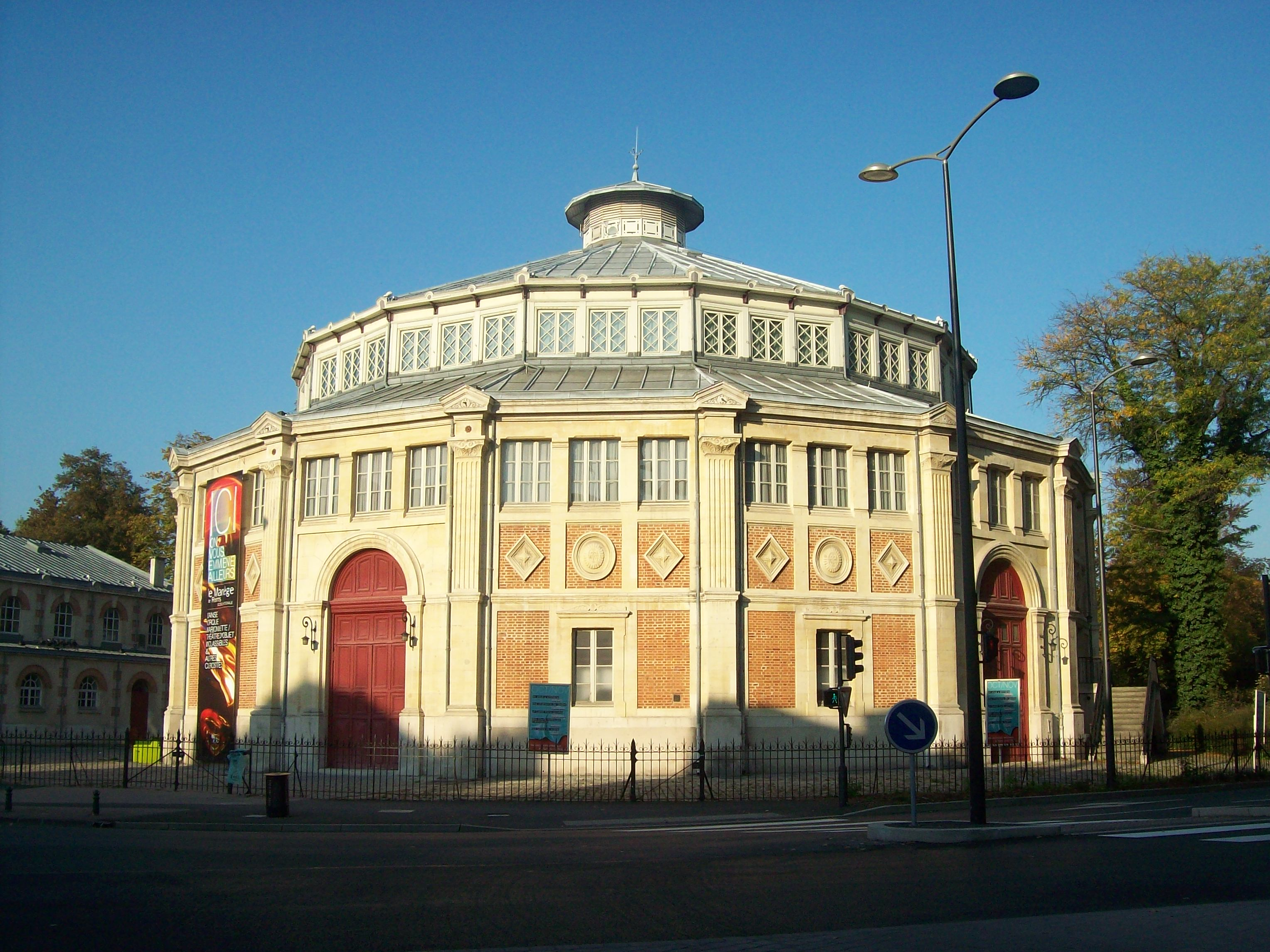
Le Cirque.
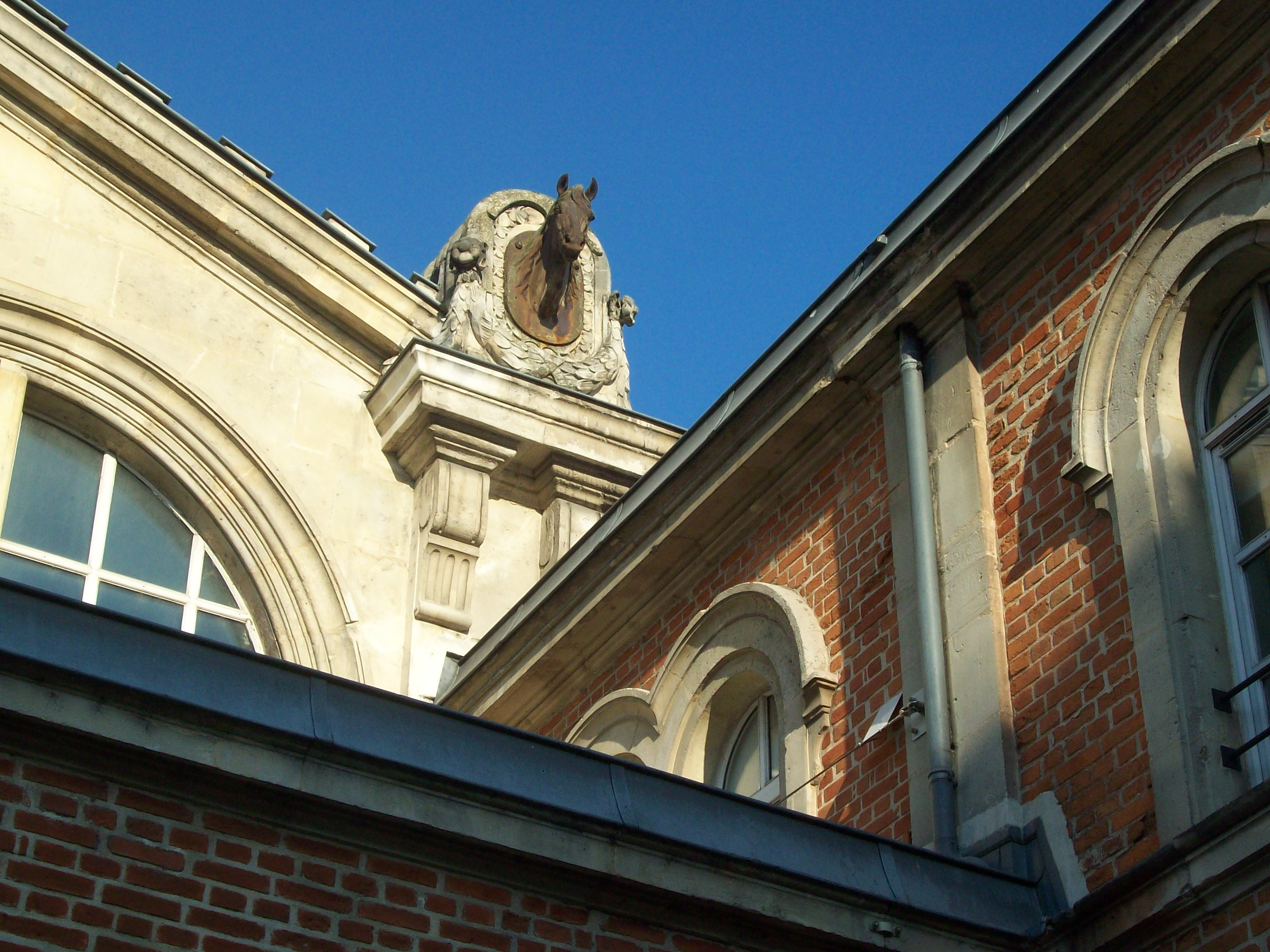
Détail du Manège.
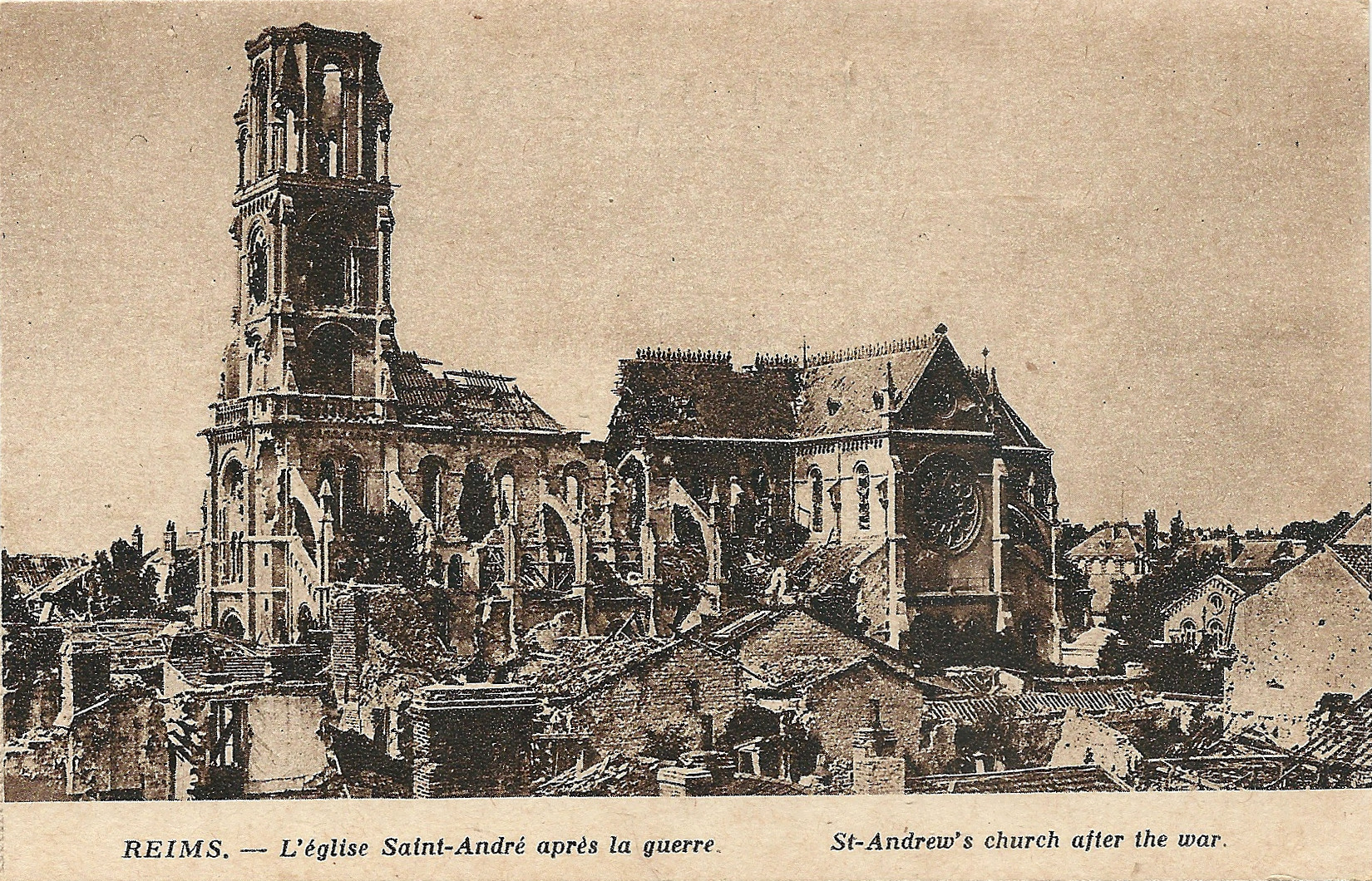
l'église Saint André endommagée par la guerre.
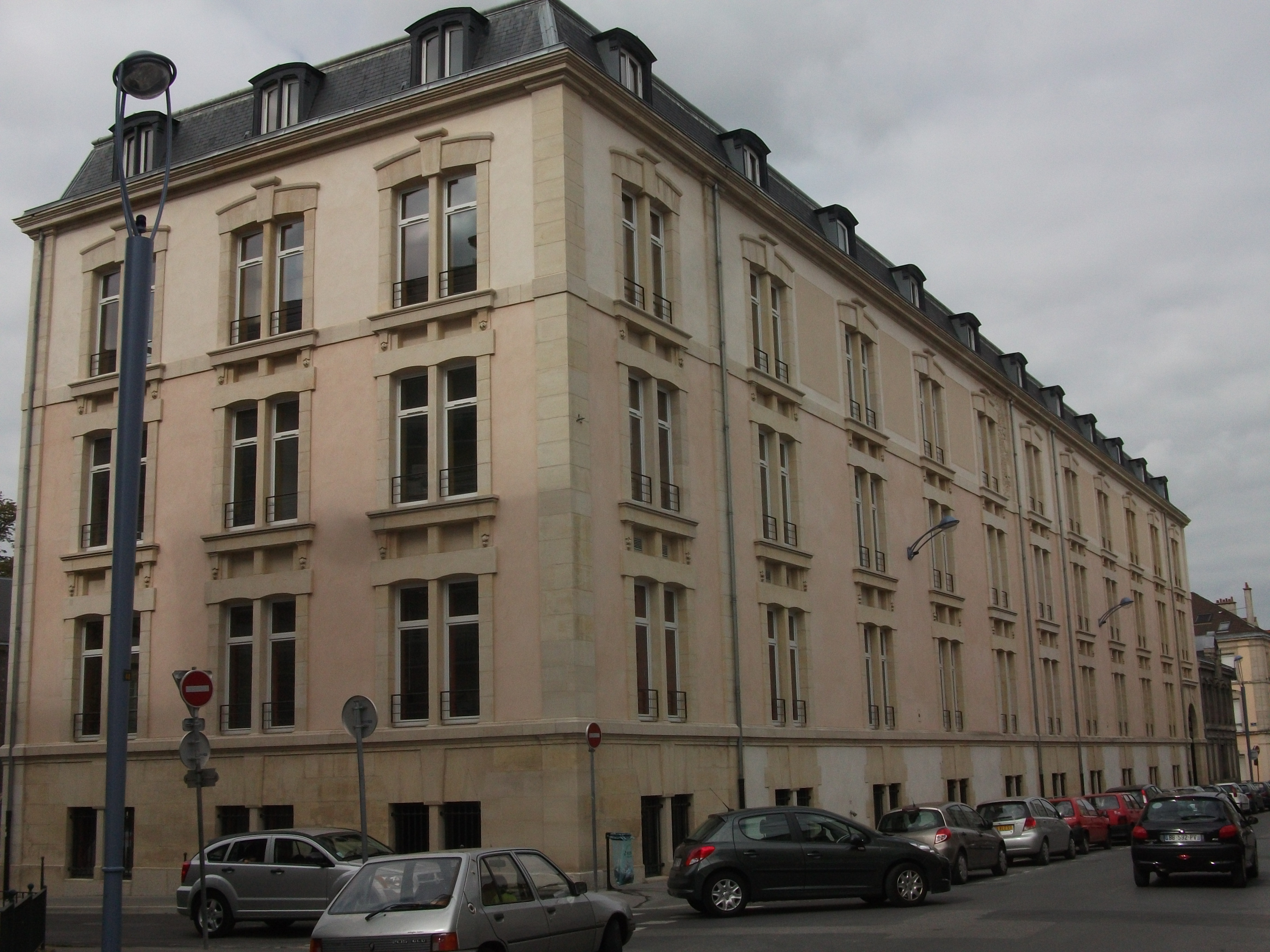
Extension de l'hôpital général.
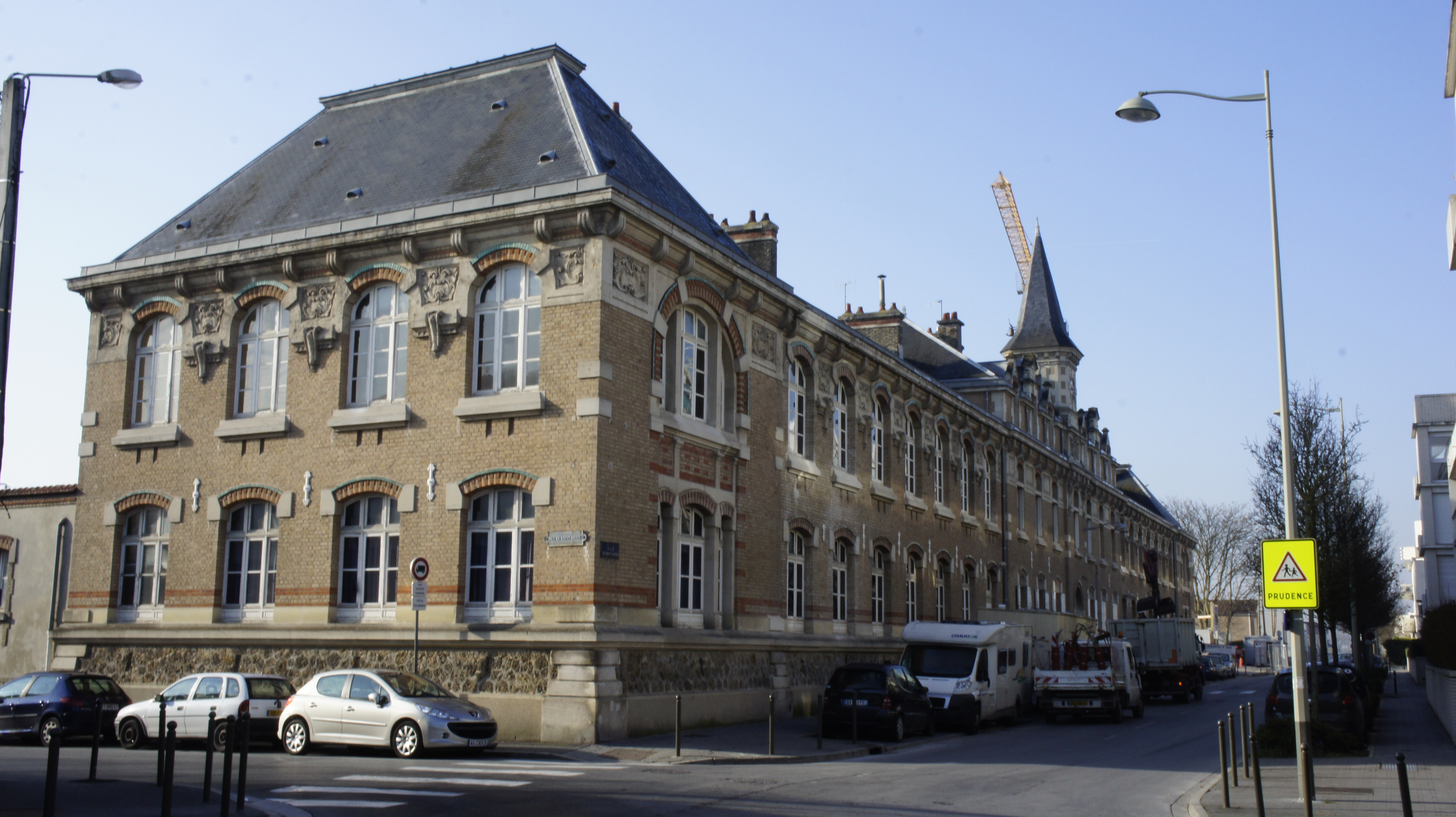
L'école de la rue du Mont-d'Arène.
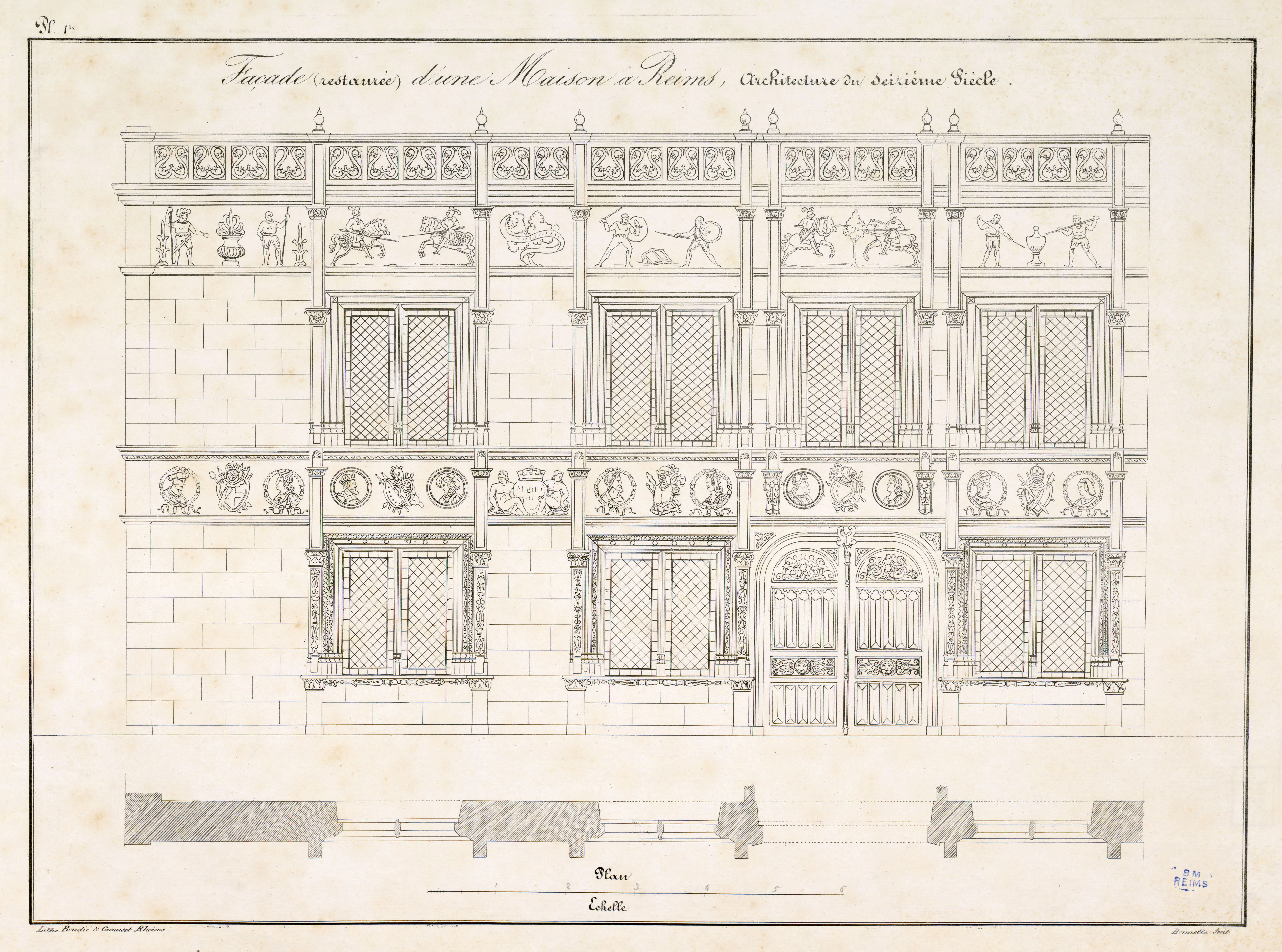
Façade (restaurée) d’une maison à Reims [Hôtel le Vergeur, façade Renaissance]. 2 planches lithographiques de N. Brunette, 225 x 340 mm

## Ouvrages de référence
- Brunette N., Notice sur les antiquités de Reims, les découvertes récemment faites, et les mesures adoptées pour la conservation des anciens monuments de la ville, Brissart-Binet, Reims, 1861, VII et 80 p.
- Jean-Yves Sureau, Les Rues de Reims, mémoire de la ville, par l'auteur, 2002, 394 p. (ISBN 2-9500512-7-8)
- Brunette N., "Monument construit à Epernay (Marne), en 1540, attribué aux frères Jacques, célèbres sculpteurs et architectes rémois, dessiné et mesuré par Narcisse Brunette, architecte", 1839 Six planches, sans texte

- Brunette N., "Projet de restauration de l'Arc de triomphe antique de Mars à Reims / d'après les dessins exposés au Musée du Louvre, par Narcisse Brunette", Edité par impr. de Assy. [Reims] – 1839

- Brunette N., "Bains et lavoirs publiques, Maison de retraite, hôpitaux et autres établissements de bienfaisance de la ville de Reims" ] Edité par J. Gérard Fils et P. Masson. Reims – 1873

- Brunette N., "Causeries Edilité Bienfaisance Salubrité : Réflexions sur les dangers qui peuvent résulter pour la Ville de Reims de l'envasement de la Vesle et de l'appauvrissement de ses eaux"  Edité par Gérard Masson. Reims – 1876

- Brunette N., "Considérations sur les avantages qui peuvent résulter pour la ville de Reims d’avoir un musée d’antiquités et des galeries historiques", Reims, Masson-Gérard, 1879.

- Brunette N., "Salubrité : Réflexions sur les dangers qui peuvent résulter pour la Ville de Reims de l’envasement de la Vesle et de l’appauvrissement de ses eaux", Reims, Masson-Gérard, 1876

- Brunette N., "Souvenirs archéologiques et notes relatives à l’état de la ville de Reims", Meaux, G. Destouches, 1885.

- Brunette N., 8 planches gravée [Eglise Saint-Martin, portail Renaissance] Planches gravées extraites de l'Album de la Champagne de Narcisse Brunette

- Fouqueray Bernard, « Les Brunettes, architectes de la ville de Reims de 1838 à 1916 », T.A.R., Reims, 1983, p. 227.

- Moine Nicole « Le rêve inachevé de Narcisse Brunette » in Anne-Marie Grange, Pernette Grandjean et Alain Reynaud (dir.), Les vertus de l'interdisciplinarité. Mélanges offerts à Marcel Bazin, Reims, N° spécial des Cahiers de l'IATEUR, 2009, pages 409-423

- Meille Christine, « La restauration de l’église Saint-Jacques de Reims par Narcisse Brunette (1850-1860) », T.A.R., Reims, 2020, p 119.
- [Narcisse Brunette], Notes rétrospectives sur les eaux publiques de la ville de Reims, Reims, Gérard, 1871